# Gemeinde Groß Neukirch
Die Gemeinde Groß Neukirch, polnisch Gmina Polska Cerekiew ist eine Landgemeinde (Gmina wiejska) in Polen, im Powiat Kędzierzyńsko-Kozielski (Kreis Kandrzin-Cosel) in der Woiwodschaft Opole. Der Gemeindesitz ist Groß Neukirch. Die Gemeinde ist zweisprachig polnisch und deutsch.

## Geografie
Die Gemeinde liegt im südlichen Oberschlesien und im Süden des Powiat Kędzierzyńsko-Kozielski. Die Gemeinde hat eine Fläche von 60 km², davon sind 85 % Flächen für die Landwirtschaft.

## Ortschaften
In der Gemeinde befinden sich:
Orte mit Schulzenamt:
- Czienskowitz (Ciężkowice)
- Dzielau (Dzielawy)
- Groß Neukirch (Polska Cerekiew)
- Grzendzin (Grzędzin)
- Jaborowitz (Jaborowice)
- Klein Ellguth (Ligota Mała)
- Koza (Heinrichsdorf)
- Lanietz (Łaniec)
- Mierzenzin (Mierzęcin)
- Puhlau (Połowa)
- Sakrau (Zakrzów)
- Witoslawitz (Witosławice)
- Wronin

## Bevölkerung
Neben der polnischen Bevölkerung gaben bei der Volkszählung 2002 1082 Personen (21,9 %) die deutsche Nationalität (Volkszugehörigkeit) an. Bei der Volkszählung 2011 lag der prozentuale Anteil der Deutschen bei 21,5 % bzw. 949 Personen.

## Politik

### Gemeindevorsteher
An der Spitze der Gemeindeverwaltung steht der Gemeindevorsteher. Seit 2008 war dies Krystyna Helbin, die bei der turnusmäßige Neuwahl im Oktober 2018 nicht erneut antrat. Seither übt Piotr Kanzy von der Deutschen Minderheit das Amt aus. Die turnusmäßige Wahl 2024 brachte folgendes Ergebnis:
- Piotr Kanzy (Schlesische Kommunalverwaltung) 55,9 % der Stimmen
- Sławomir Oczos (Wahlkomitee „Gemeinsam für die Gemeinde Polska Cerekiew“) 44,1 % der Stimmen

Damit wurde Amtsinhaber Kanzy bereits im ersten Wahlgang wiedergewählt.
Die Wahl 2018 brachte folgendes Ergebnis:
- Piotr Kanzy (Wahlkomitee Deutsche Minderheit) 81,6 % der Stimmen
- Jerzy Korecki (Wahlkomitee „Jerzy Korecki – Eine Alternative“) 18,4 % der Stimmen

Damit wurde Kanzy bereits im ersten Wahlgang zum neuen Gemeindevorsteher gewählt.

### Gemeinderat
Der Gemeinderat besteht aus 15 Mitgliedern und wird direkt in Einpersonenwahlkreisen gewählt. Die Gemeinderatswahl 2024 führte zu folgendem Ergebnis:
- Schlesische Kommunalverwaltung (Deutsche Minderheit) 51,8 % der Stimmen, 11 Sitze
- Wahlkomitee „Gemeinsam für die Gemeinde Polska Cerekiew“ 32,2 % der Stimmen, 2 Sitze
- Wahlkomitee „Arbeiten wir“ 15,9 % der Stimmen, 2 Sitze

Die Gemeinderatswahl 2018 führte zu folgendem Ergebnis:
- Wahlkomitee Deutsche Minderheit 66,3 % der Stimmen, 14 Sitze
- Wahlkomitee „Jerzy Korecki – Eine Alternative“ 33,7 % der Stimmen, 1 Sitz

### Partnerschaften
Partnergemeinden von Groß Neukirch ist Rieste in Niedersachsen und Světlá Hora in Tschechien.